# Sacadas d'Argos
Sacadas d'Argos, musicien et poète grec antique, remporta un concours musical aux Jeux pythiques en 586 av. J.-C., pour Nomos Pythicos, une composition pour aulos qui raconta la bataille entre Apollon et Python. Cet événement est l'un des premiers exemples connus de la musique de la Grèce antique, l'un des premiers récits connus de l'utilisation des aulos comme un instrument solo, et l'un des premiers récits connus de musique programmée.